# Porecatu (gemeente)
Porecatu is een gemeente in de Braziliaanse deelstaat Paraná. De gemeente telt 14.189 inwoners (schatting 2009).